# 杜心雨
杜心雨，中华人民共和国政治人物、全国脱贫攻坚先进个人。

## 生平
杜心雨任吉林省水利厅农村水利水电处三级主任科员。因在脱贫攻坚战中作出突出贡献，2021年2月25日全国脱贫攻坚总结表彰大会上，杜心雨被授予“全国脱贫攻坚先进个人”。